# آنا سویی
آنا سویی (انگلیسی: Anna Sui؛ زادهٔ ۴ اوت ۱۹۵۲) طراح مد اهل ایالات متحده آمریکا است. از او به عنوان یکی از پنج طراح برتر مد دههٔ ۲۰۰۰ میلادی نام برده‌اند و مجلهٔ فرچون ارزش داراییهایش را در سراسر جهان مجموعاً بیش از ۴۰۰ میلیون دلار برآورد کرده‌است.